# Sommersdorf (Sajonia-Anhalt)
Sommersdorf es un municipio situado en el distrito de Börde, en el estado federado de Sajonia-Anhalt (Alemania), a una altitud de 165 metros. Su población a finales de 2015 era de unos 1400 habitantes y su densidad poblacional, 48 hab/km².
Se encuentra junto a la frontera con el estado de Baja Sajonia.